# Rhètes
Les Rhètes sont un peuple ou un ensemble de tribus dont l'existence est rapportée par les auteurs antiques (Grecs et Romains) au cours des derniers siècles avant notre ère[Qui ?] et qui habitent alors les Alpes centrales et orientales. Comme ils ont laissé très peu de traces écrites, leur identité ethnique[Quoi ?] reste discutée[évasif].

## Géographie
Leur territoire, la Rhétie, s'étendait approximativement sur les actuelles régions des Grisons, en Suisse, du Tyrol autrichien, du sud de la Bavière, ainsi que dans les vallées alpines du Trentin, des Dolomites et du Frioul, dans le nord de l'Italie.

## Archéologie
Les Rhètes sont associés à la culture de Fritzens-Sanzeno du second âge du fer, caractérisée par de petits vases, la plupart du temps décorés et dont les parois ont un profil en "S" ou sont simplement droites, à la différence des peuples celtes voisins, les Helvètes et les Séquanes, dont les styles sont issus de la culture des champs d'urnes.
Il est possible que les Rhètes aient été peu à peu poussés vers les Alpes par l'arrivée des peuples proto-celtiques de la culture de Polada et de la culture des Terramares de l'Âge du bronze.

## Langue

Aires approximatives des langues tyrséniennes

L'ethnogenèse et l'appartenance ethnique des Rhètes sont discutées. Ils seraient apparentés aux Étrusques, et peut-être aux Ligures, et ne seraient donc pas des Indo-Européens,.
Malgré la très faible quantité de textes rhétiques qui nous soient parvenus, on constate l'utilisation de différents signaires empruntés à des tribus ou peuples voisins : le signaire de Sanzeno, celui de Magré, et le signaire vénète. Ces lettriers semblent tous dérivés de l'alphabet étrusque.

## Sources antiques
Les sources disponibles, hormis les quelques textes fragmentaires en langue rhétique, nous viennent des auteurs grecs et romains. Au IIe siècle av. J.-C., Caton l'Ancien évoque brièvement le vin rhétique ; l’historien grec Polybe fait également mention des Rhètes par le biais de la géographie. En 44 av. J.-C., une épitaphe romaine évoque une victoire sur les Rhètes. Vers la fin du Ier siècle av. J.-C., Strabon fait part d'invasions sporadiques sur les territoires helvètes et séquanes. À la même époque, Pline l'Ancien localise les Rhètes approximativement aux sources du Rhin.

## Histoire

Les langues rhéto-romanes

En 15 av. J.-C., sous le règne d'Auguste, les Romains soumirent simultanément les Rhètes et leurs voisins celtes de la région des Alpes orientales. Le territoire des Rhètes devint une province romaine sous le nom de Rhétie (Raetia). S'ensuivit un processus de romanisation.
La population actuelle des Grisons revendique une identité d'origine rhètique. Le latin parlé par ces populations a évolué au cours des siècles pour aboutir aux langues rhéto-romanes, qui sont le romanche dans le canton suisse des Grisons, le ladin des Dolomites italiennes et le frioulan, parlé dans la province italienne du Frioul-Vénétie Julienne.